# Saldutiškis
Saldutiškis (ryska: Салдутишкис) är en ort i Litauen. Den ligger i den östra delen av landet, 80 km norr om huvudstaden Vilnius. Saldutiškis ligger 166 meter över havet och antalet invånare är 389.
Terrängen runt Saldutiškis är platt, och sluttar söderut. Runt Saldutiškis är det ganska glesbefolkat, med 43 invånare per kvadratkilometer. Närmaste större samhälle är Tauragnai, 11,1 km norr om Saldutiškis. Omgivningarna runt Saldutiškis är en mosaik av jordbruksmark och naturlig växtlighet.